# South Yorkshire
South Yorkshire is een graafschap in de Engelse regio Yorkshire and the Humber en telt 1.266.338 inwoners. De oppervlakte bedraagt 1.552 km².
De administratieve hoofdplaats is Barnsley.

## Demografie
Van de bevolking is 16,2 % ouder dan 65 jaar. De werkloosheid bedraagt 4,1 % van de beroepsbevolking (cijfers volkstelling 2001).
Het aantal inwoners daalde van ongeveer 1.288.700 in 1991 naar 1.266.338 in 2001.

## Overzicht districten
| Lokaal bestuurde gebieden en plaatsen | Lokaal bestuurde gebieden en plaatsen |
| Nr.                                   | District                              |
| ------------------------------------- | ------------------------------------- |
| 1                                     | Sheffield                             |
| 2                                     | Rotherham                             |
| 3                                     | Doncaster                             |
| 4                                     | Barnsley                              |

| Detailkaart |
| ----------- |
|             |

## Plaatsen
- Adwick le Street, Anston, Askern, Aston
- Barnsley, Barnburgh, Bawtry, Bentley, Bolton-upon-Dearne, Birdwell, Bradfield, Brampton
- Chapeltown (South Yorkshire), Conisbrough, Cudworth
- Dalton, Darfield, Deepcar, Dinnington, Dodworth, Doncaster
- Edlington, Elsecar
- Firbeck
- Goldthorpe, Greenmoor
- Harley, Hoyland, Hemingfield
- Jump
- Maltby, Mexborough
- New Rossington
- Penistone
- Rawmarsh, Rotherham
- Sheffield, Sprotbrough, Stainforth, Stocksbridge, Swinton
- Tankersley, Thorne, Tickhill
- Wath upon Dearne, Wentworth, West Melton, Worsborough, Woodlands, Woodsetts

Bedfordshire · Berkshire · City of Bristol · Buckinghamshire · Cambridgeshire · Cheshire · Cornwall · Cumbria · Derbyshire · Devon · Dorset · Durham · East Riding of Yorkshire · East Sussex · Essex · Gloucestershire · Greater London · Greater Manchester · Hampshire · Herefordshire · Hertfordshire · Isle of Wight · Kent · Lancashire · Leicestershire · Lincolnshire · City of London · Merseyside · Norfolk · Northamptonshire · Northumberland · North Yorkshire · Nottinghamshire · Oxfordshire · Rutland · Shropshire · Somerset · South Yorkshire · Staffordshire · Suffolk · Surrey · Tyne and Wear · Warwickshire · West Midlands · West Sussex · West Yorkshire · Wiltshire · Worcestershire
Overig: Stedelijke en niet-stedelijke graafschappen · Traditionele graafschappen
Bath and North East Somerset* · Bedfordshire · Berkshire · Blackburn & Darwen* · Blackpool* · Bournemouth* · Brighton & Hove* · Bristol* · Buckinghamshire · Cambridgeshire · Cheshire · Cornwall · Cumbria · Darlington* · Derby* · Derbyshire · Devon · Dorset · Durham · East Riding of Yorkshire* · East Sussex · Essex · Gloucestershire · Greater London · Greater Manchester · Halton* · Hampshire · Hartlepool* · Herefordshire* · Hertfordshire · Hull* · Isle of Wight* · Kent · Lancashire · Leicester* · Leicestershire · Lincolnshire · Luton* · Medway* · Merseyside · Middlesbrough* · Milton Keynes* · Norfolk · Northamptonshire · Northumberland · North East Lincolnshire* · North Lincolnshire * · North Somerset* · North Yorkshire · Nottingham* · Nottinghamshire · Oxfordshire · Peterborough* · Plymouth* · Poole* · Portsmouth* · Redcar & Cleveland* · Rutland* · Shropshire · Somerset · Southend-on-Sea* · Southampton* · South Gloucestershire* · South Yorkshire · Staffordshire · Stockton-on-Tees* · Stoke-on-Trent* · Suffolk · Surrey · Swindon* · Telford & Wrekin* · Thurrock* · Torbay* · Tyne & Wear · Warrington* · Warwickshire · West Midlands · West Sussex · West Yorkshire · Wiltshire · Worcestershire · York* 
Overig: Ceremoniële graafschappen · Traditionele graafschappen